# Eleutherodactylus semipalmatus
Eleutherodactylus semipalmatus är en groddjursart som beskrevs av Shreve 1936. Eleutherodactylus semipalmatus ingår i släktet Eleutherodactylus och familjen Eleutherodactylidae. IUCN kategoriserar arten globalt som akut hotad. Inga underarter finns listade i Catalogue of Life.